# Accordo di Marrakech
L'accordo di Marrakech è un accordo firmato a Marrakech, Marocco, il 15 aprile 1994. L'accordo sancì la nascita dell'Organizzazione Mondiale del Commercio, che entrò in vigore dal 1º gennaio 1995.
L'accordo di Marrakech, atto finale dell'Uruguay Round, si è sviluppato a partire dal GATT e lo ha esteso aggiungendo sezioni relative non solo ai beni commerciali, ma anche:
- ai servizi
- ai settori agricolo, tessile e sanitario
- al rafforzamento della proprietà intellettuale
- all'abbattimento degli ostacoli al libero scambio delle merci
- alla risoluzione delle dispute internazionali

I singoli punti dell'accordo di Marrakech formano un insieme indivisibile: i membri che sottoscrivono l'accordo sono obbligati ad accettarne ogni sua parte.